# Abbaye du Breuil-Benoît
L'abbaye du Breuil-Benoît (ancienne), située dans le département de l'Eure, sur la commune de Marcilly-sur-Eure, est fondée le 8 mai 1137 par Foulques de Marcilly grâce à la venue de moines de l'abbaye des Vaux-de-Cernay.

## Historique
Son nom provient de la règle de saint Benoît à laquelle elle est soumise à sa fondation dans un endroit nommé Le Breuil. Le nom latin de l'abbaye est Brolium Benedicti.
En 1147, elle devient une abbaye cistercienne. L'église abbatiale, dédiée à Marie et saint Jean le Baptiste, construite grâce à la générosité de Guillaume de Marcilly de retour de la croisade, fut édifiée à partir de 1190. Elle fut consacrée en 1224 conjointement par des évêques d'Évreux Richard et Gautier de Chartres. L'un de ses abbés fut Thibaut de Marly de 1235 à 1247. Plus tard, Michel Poncet de La Rivière († 1728) remplit la fonction d'abbé commendataire, le dernier abbé étant Denis Péguilhan de Harboust († 1804). 
Vendue comme bien national, une partie des bâtiments est détruite (notamment le transept) pour en récupérer les pierres. Achetée par Gustave de Reiset, frère de Frédéric de Reiset (directeur des musées du Louvre), l'abbaye est restaurée à partir de 1842. L'église, réduite aux six travées de la nef, est à nouveau consacrée en 1854.
Le comte de Reiset aménage un musée aux thèmes adaptés selon la contexture des bâtiments (logis abbatial, église, dépendances conventuelles, …).
À la suite du décès du comte en 1905, sa veuve meurt dans les années 1920. Les collections sont en partie dispersées en ventes publiques, notamment en 1922,; l'abbaye cesse d'être entretenue. 
Au XXIe siècle, l'abbatiale conserve la seule église cistercienne de Normandie. Elle est classée au titre des Monuments historiques depuis le 17 décembre 1993. À partir de 1995, de nouveaux propriétaires s’attellent à sa remise en état.

## Iconographie

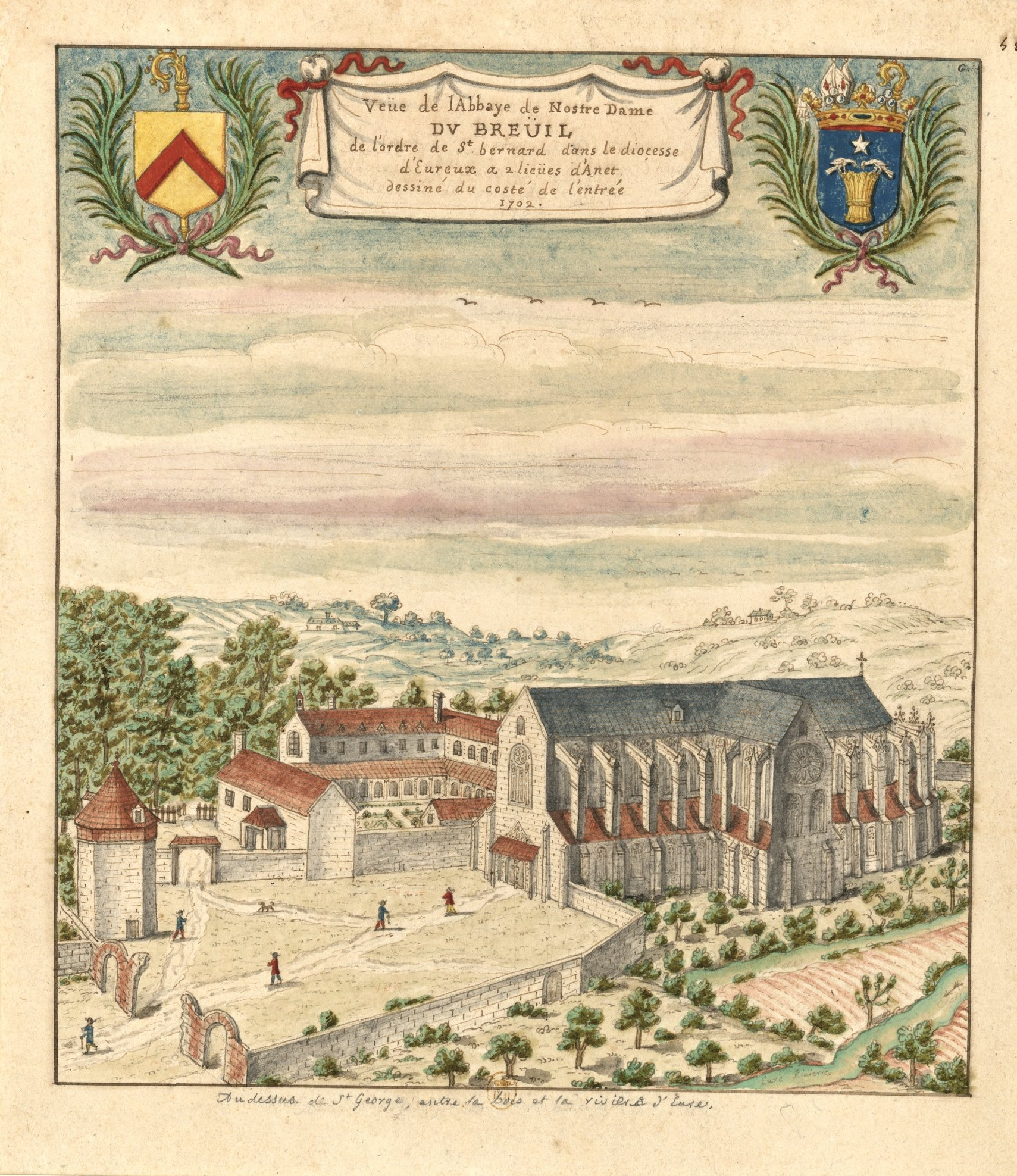
Gravure de 1702, aux armes de l'abbaye et de l'abbé commendataire Poncet de La Rivière.

- Dessin titré : Veüe de l'Abbaye de Nostre Dame DU BREUIL de l'ordre de St bernard dans le diocesse d'Evreux a 2 lieües d'Anet  dessiné du costé de l'entrée 1702, Paris, Bibliothèque nationale de France.
- Recueil de photographies de Pierre Emonts (1831-1912), Paris, Bibliothèque nationale de France, Département des Estampes et de la photographie.
- Des dessins de Victor de Grailly sont reproduits dans le livre de Jules Berger de Xivrey.
- Camille Enlart (1862-1927) a réalisé une série de clichés du site
- Une épave de deux grandes collections d'art : un long tableau de l'école vénitienne vers 1700 Le Repas chez Levi ayant fait partie de la collection du cardinal Fesch puis de celle du comte de Reiset dans cette propriété, a figuré dans une vente aux enchères à Alençon le 26 octobre 2019[9].